# Kunzewo (Kaliningrad, Bagrationowsk)
Kunzewo (Кунцево, deutsch Grünhof) war ein Ort in der russischen Oblast Kaliningrad (Gebiet Königsberg (Preußen)). Die Ortsstelle liegt heute im Munizipalkreis Rajon Bagrationowsk (Stadtkreis Preußisch Eylau).

## Geographische Lage
Das einstige Grünhoff wurde 1765 (1770) gegründet und hieß von etwa 1820 und bis 1950 Grünhof. Bis 1928 war es ein Vorwerk und somit Wohnplatz zu Groß Bajohren im ostpreußischen Kreis Preußisch Eylau. Im gleichen Jahr schloss sich Groß Bajohren (ab 1938 Baiersfelde) mit Tharau (russisch Wladimirowo) zur  Landgemeinde Tharau zusammen. Grünhof wurde somit ein Wohnplatz von Tharau.
1945 kam Grünhof in Kriegsfolge mit dem gesamten nördlichen Ostpreußen zur Sowjetunion. Erst 1950 erhielt das Dorf die russische Namensform „Kunzewo“, wurde aber schon 1947 in den Wladimirowski selski Sowet (Dorfsowjet Wladimirowo (Tharau)) eingegliedert. Wurde Grünhof zunächst noch besiedelt, so war es vermutlich schon vor 1969 verlassen und wurde aufgegeben. Heute gilt es als untergegangen.

## Religion
Bis 1945 war Grünhof in das Kirchspiel der evangelischen Kirche Tharau (Wladimirowo) in der Kirchenprovinz Ostpreußen der Kirche der Altpreußischen Union eingepfarrt.

## Verkehr
Die nur noch in etwa erkennbare Ortsstelle von Kunzewo resp. Grünhof ist von Maiskoje (Groß Bajohren, 1938 bis 1945 Baiersfelde) aus auf Landwegen zu erreichen.